# Benoibates bolivianus
Benoibates bolivianus är en kvalsterart som beskrevs av Janos Balogh och Sandór Mahunka 1969. Benoibates bolivianus ingår i släktet Benoibates och familjen Oripodidae. Inga underarter finns listade.